# Кордон (Коченёвский район)
Кордон — посёлок в Коченёвском районе Новосибирской области России. Входит в состав Прокудского сельсовета. 

## География
Площадь посёлка — 2 гектара.

## Население
| 2002 | 2007 | 2010 |
| ---- | ---- | ---- |
| 7    | ↘3   | ↘1   |

## Инфраструктура
В посёлке по данным на 2007 год отсутствует социальная инфраструктура.